# Позориште у кући (ТВ серија из 2007)
Позориште у кући је српска телевизијска серија из 2007. године, римејк је истоимене телевизијске серије из 1972. године према оригиналном сценарију Новака Новака у адаптацији Иване Димић, Драгана Бјелогрлића и Балше Ђога.

## Радња
Серија прати живот породице Петровић коју чине — Родољуб, Олга, њихов син Борко, ташта Снежана Николајевић и кућна помоћница Тина. Поред њих, неизбежне ликове чине: Васа С. Тајчић, кућни пријатељ; Мајка Вука, Рођина мајка; Чеда Мунгос, хаузмајстор; Рајка, Чедина жена; Клативода, позорник; Бркић, Рођин колега; Ана Шумовић, Снежанина пријатељица из младости.
Најупечатљивији делови серије јесу прикази односа зета и таште - Родољуба Петровића, који је пореклом са села и који је провинцијалац по духовном статусу, који никада неће схватити финесе отменог понашања и његове таште Снежане Николајевић, предратне госпође с пореклом, чији је једини проблем зет без порекла.У новој верзији "Позоришта у кући", Рођу игра Драган Бјелогрлић, и он је сада грађевински инжењер привржен породици кога ратне и кризне 1990-те нису сломиле.
Радња серије се одвија у београдском насељу Карабурма.

## Улоге[4]
| Глумац                     | Улога                         |
| -------------------------- | ----------------------------- |
| Драган Бјелогрлић          | Родољуб Рођа Петровић         |
| Наташа Шолак               | Олга Петровић                 |
| Тања Бошковић              | Снежана Николајевић           |
| Марко Бркић                | Борко Петровић                |
| Нада Мацанковић            | Тина                          |
| Бранимир Брстина           | Васа С. Тајчић                |
| Милена Дравић              | Вукосава Петровић (мама Вука) |
| Никола Ђуричко             | Клативода                     |
| Драго Чумић                | Чеда Мунгос                   |
| Ања Поповић                | Рајка Мунгос                  |
| Слободан Нинковић          | колега Бркић                  |
| Јосиф Татић                | Вукоје                        |
| Срђан Дедић                | Доктор                        |
| Светлана Бојковић          | Ана Шумовић                   |
| Драган Николић             | Братислав Николајевић         |
| Војин Ћетковић             | Лазар Сурић                   |
| Милорад Мандић Манда       | Радин                         |
| Никола Којо                | Чврга                         |
| Здравко Чолић              | гост                          |
| Борис Миливојевић          | Поштар                        |
| Срђан Милетић              | Стојан                        |
| Властимир Ђуза Стојиљковић | гост                          |
| Предраг Ејдус              | Телембаковић                  |
| Миша Несторовић            | гост                          |
| Зоран Цвијановић           | Вук Вукбратић                 |
| Иван Тасовац               | гост (Мерић)                  |
| Олга Одановић              | Белана                        |
| Алексеј Бјелогрлић         | Мали Рођа                     |
| Небојша Миловановић        | Сава                          |
| Данијел Сич                | Момчило                       |
| Исидора Минић              | Дара                          |
| Срђан Тодоровић            | Боривоје Лакићевић            |
| Миодраг Фишековић          | Кокан Тајчић                  |
| Оркестар Бобана Марковића  | гости                         |
| Драган Петровић Пеле       | професор Николић чкиља        |
| Горан Бјелогрлић           | Командант Бригаде             |
| Миа Бјелогрлић             | Боркова другарица             |
| Раде Ћосић                 | Младић                        |
| Дубравка Мијатовић         | Богданка Бубили Лакићевић     |
| Маја Николић               | гост                          |
| Бранислав Крстић           | гост                          |
| Бранка Пујић               | Марковић архитект             |
| Милутин Караџић            | Стриц Бокан                   |
| Мирољуб Лешо               | службеник                     |
| Сандра Бугарски            | службеница                    |
| Марко Живић                | Рођин шеф                     |
| Анђелика Симић             | Ирина Николић                 |
| Марина Воденичар           | родољупка                     |
| Ђорђе Марковић             | Курир                         |
| Дејан Матић                | конобар                       |
| Саво Радовић               | Месар                         |
| Горан Даничић              | Мајстор                       |
| Ратко Танкосић             | продавац                      |
| Милош Влалукин             | мисионар                      |

## Списак епизода[5]
| Бр. еп.      | Бр. еп.(сез) | Назив епизоде                         | Премијерно емитовање |
| ------------ | ------------ | ------------------------------------- | -------------------- |
| Прва сезона  |              |                                       |                      |
| 1            | 1            | Породица као таква                    | 14. април 2007.      |
| 2            | 2            | Дерби                                 | 21. април 2007.      |
| 3            | 3            | Вечита младост — хиљаду евра, блок 45 | 28. април 2007.      |
| 4            | 4            | Гилиптер                              | 5. мај 2007.         |
| 5            | 5            | Црна овца                             | 12. мај 2007.        |
| 6            | 6            | Домаћица                              | 19. мај 2007.        |
| 7            | 7            | Личне и породичне вести               | 26. мај 2007.        |
| 8            | 8            | Фратело Николино                      | 2. јун 2007.         |
| 9            | 9            | Развод на ђачки начин                 | 9. јун 2007.         |
| 10           | 10           | Услуга                                | 16. јун 2007.        |
| 11           | 11           | Млади долазе                          | 23. јун 2007.        |
| 12           | 12           | Ах ти симпозијуми                     | 30. јун 2007.        |
| 13           | 13           | Слава                                 | 7. јул 2007.         |
| Друга сезона |              |                                       |                      |
| 14           | 1            | Мама долази — мама не долази          | 1. септембар 2007.   |
| 15           | 2            | Тај проклети кутњак                   | 8. септембар 2007.   |
| 16           | 3            | Мрља младости                         | 15. септембар 2007.  |
| 17           | 4            | Џепарац с' последицама                | 6. октобар 2007.     |
| 18           | 5            | Чаробне руке мајке Вукосаве           | 13. октобар 2007.    |
| 19           | 6            | Један Рођа у једној комисији          | 20. октобар 2007.    |
| 20           | 7            | Грип                                  | 27. октобар 2007.    |
| 21           | 8            | Драга Ана                             | 3. новембар 2007.    |
| 22           | 9            | Лованери у Београду                   | 10. новембар 2007.   |
| 23           | 10           | Орхидеје                              | 24. новембар 2007.   |
| 24           | 11           | Најбоље године                        | 1. децембар 2007.    |
| 25           | 12           | Чекајући ТВ                           | 8. децембар 2007.    |
| 26           | 13           | Велико довиђења                       | 15. децембар 2007.   |